# ダニーロ・ボザ
ダニーロ・ボザ（Danilo Boza）ことダニーロ・ボザ・ジュニオール（Danilo Boza Júnior、1998年5月6日 - ）は、ブラジル・マットグロッソ州出身のプロサッカー選手。Jリーグ・浦和レッズ所属。ポジションはディフェンダー（DF）。

## 来歴

### ミラソウFC
地元のロンドノポリスECでキャリアをスタートさせると、グレミオ・プルデンテ、SEパルメイラスなどのユースチームを渡り歩き、2016年、ミラソウFCに加入。
同年7月12日、カップ戦のCAヴォトゥポランゲンセ戦にてプロデビュー。
2017年、リーグ戦での出場は無いものの、コパ・サンパウロ ジュニアサッカー選手権大会での活躍が目に留まりゴイアスEC、レッドブル・ブラジルからオファーされるも残留。

### SCブラガ
2018年7月、SCブラガへ期限付き移籍。Bチームで数試合に出場するもレギュラー確保はならず退団。

### アトレチコ・パラナエンセ
2019年7月、アトレチコ・パラナエンセへ期限付き移籍。カップ戦では4試合1ゴールを記録するもリーグ戦出場は無かった。

### フィゲイレンセFC
同年9月、フィゲイレンセFCへ期限付き移籍。

### ミラソウFC 復帰
2020年、レンタル移籍期間満了に伴いミラソウへ復帰。復帰後は主力として20試合4ゴールと活躍し、チームのセリエD優勝に貢献。

### サントスFC
本職のCBのみならず右サイドバックでもプレイ可能であるユーティリティ性を買われ、2021年6月、サントスFCへ4年間の買取オプション付きでシーズン終了までの期限付き移籍。
4部相当のセリエDからセリエAという急激なステップアップだった為、シーズン序盤は昨年までプレイしていたセリエDとのギャップに苦しみコンディションが安定せず、途中出場や試合終盤のパワープレイ要員、クローザーとしての投入が多かった。シーズン終盤には12試合連続フル出場を記録するなど大幅な改善が見られたが、買取OPは行使されず移籍期間満了により退団。

### ECジュベントゥージ
2022年1月、ECジュベントゥージに完全移籍。

### CRヴァスコ・ダ・ガマ
2022年4月、CRヴァスコ・ダ・ガマへ期限付き移籍。
主力として活躍しチームのセリエA昇格に貢献した。同年12月、期間満了に伴い退団。

### ジュベントゥージ 復帰
2023年、ジュベントゥージに復帰。
2024年3月、ジュベントゥージとの契約を2025年末まで延長した。

### 浦和レッズ
2025年1月、ECジュベントゥージからJ1リーグ・浦和レッズに移籍した。2月15日、J1リーグ開幕節、ヴィッセル神戸戦にてスタメン出場しJリーグデビュー。

## 人物・エピソード
4歳からサッカーを始め、幼少期には父親とともに実家の牧場で毎日のようにサッカーをしていた。
手本にするプレイヤーにセルヒオ・ラモスを挙げている。
カバーリング時のスピードは、GPSのデータで時速36km/hを記録したこともある。

## 個人成績
| 国内大会個人成績 | 国内大会個人成績   | 国内大会個人成績 | 国内大会個人成績 | 国内大会個人成績                     | 国内大会個人成績 | 国内大会個人成績 | 国内大会個人成績 | 国内大会個人成績 | 国内大会個人成績 | 国内大会個人成績 | 国内大会個人成績 |
| 年度             | クラブ             | 背番号           | リーグ           | リーグ戦                             | リーグ戦         | リーグ杯         | リーグ杯         | オープン杯       | オープン杯       | 期間通算         | 期間通算         |
| 年度             | クラブ             | 背番号           | リーグ           | 出場                                 | 得点             | 出場             | 得点             | 出場             | 得点             | 出場             | 得点             |
| ブラジル         | ブラジル           | ブラジル         | ブラジル         | リーグ戦                             | リーグ戦         | ブラジル杯       | ブラジル杯       | オープン杯       | オープン杯       | 期間通算         | 期間通算         |
| ---------------- | ------------------ | ---------------- | ---------------- | ------------------------------------ | ---------------- | ---------------- | ---------------- | ---------------- | ---------------- | ---------------- | ---------------- |
| 2018             | ミラソウ           | -                | サンパウロ州     | 9                                    | 0                | 0                | 0                | -                | -                | 9                | 0                |
| ポルトガル       | ポルトガル         | ポルトガル       | ポルトガル       | リーグ戦                             | リーグ戦         | リーグ杯         | リーグ杯         | ポルトガル杯     | ポルトガル杯     | 期間通算         | 期間通算         |
| 2018-19          | ブラガB            | -                | リーガ2          | 9                                    | 0                | -                | -                | 0                | 0                | 9                | 0                |
| ブラジル         | ブラジル           | ブラジル         | ブラジル         | リーグ戦                             | リーグ戦         | ブラジル杯       | ブラジル杯       | オープン杯       | オープン杯       | 期間通算         | 期間通算         |
| 2019             | フィゲイレンセ     | -                | セリエB          | 0                                    | 0                | -                | -                | -                | -                | 0                | 0                |
| 2020             | ミラソウ           | -                | セリエD          | 20                                   | 4                | 0                | 0                | -                | -                | 20               | 4                |
| 2021             | サントス           | -                | セリエA          | 22                                   | 0                | 1                | 0                | -                | -                | 23               | 0                |
| 2022             | ジュベントゥージ   | -                | セリエA          | 0                                    | 0                | 0                | 0                | -                | -                | 0                | 0                |
| 2022             | ヴァスコ・ダ・ガマ | -                | セリエB          | 17                                   | 0                | 2                | 0                | -                | -                | 19               | 0                |
| 2023             | ジュベントゥージ   | -                | セリエB          | 38                                   | 2                | 1                | 0                | -                | -                | 39               | 2                |
| 2024             | ジュベントゥージ   | -                | セリエA          | 32                                   | 3                | 4                | 1                | -                | -                | 33               | 4                |
| 日本             | 日本               | 日本             | 日本             | リーグ戦                             | リーグ戦         | リーグ杯         | リーグ杯         | 天皇杯           | 天皇杯           | 期間通算         | 期間通算         |
| 2025             | 浦和               | 3                | J1               |                                      |                  |                  |                  |                  |                  |                  |                  |
| 通算             | ブラジル           | ブラジル         | セリエA          | \|\|\|\|\|\|\|\|colspan=2\|-\|\|\|\| |                  |                  |                  |                  |                  |                  |                  |
| 通算             | ブラジル           | ブラジル         | セリエB          | \|\|\|\|\|\|\|\|colspan=2\|-\|\|\|\| |                  |                  |                  |                  |                  |                  |                  |
| 通算             | ブラジル           | ブラジル         | セリエD          | \|\|\|\|\|\|\|\|\|\|\|\|\|\|         |                  |                  |                  |                  |                  |                  |                  |
| 通算             | 日本               | 日本             | J1               | \|\|\|\|\|\|\|\|\|\|\|\|\|\|         |                  |                  |                  |                  |                  |                  |                  |
| 総通算           | 総通算             | 総通算           | 総通算           | \|\|\|\|\|\|\|\|\|\|\|\|\|\|         |                  |                  |                  |                  |                  |                  |                  |

出場歴
- Jリーグ初出場 - 2025年2月15日 J1第1節 ヴィッセル神戸戦 (ノエビアスタジアム神戸)